# 梭形凱斯特銀漢魚
梭形凱斯特銀漢魚（学名：Kestratherina esox）為輻鰭魚綱銀漢魚目銀漢魚科的其中一種，分布於東印度洋澳洲南部海域，體長可達15公分，為亞熱帶魚類，主要棲息在沿岸淺水域，生活習性不明。